# Liquido di Fermi
Un liquido di Fermi è un liquido quantistico costituito da fermioni che assume determinate caratteristiche fisiche quando la temperatura è sufficientemente bassa. L'interazione tra le particelle del sistema non sono necessariamente piccole (come gli elettroni in un metallo). La teoria fenomenologica dei liquidi di Fermi, introdotta dal fisico sovietico Lev Davidovich Landau nel 1956, spiega come mai alcune delle proprietà di un sistema fermionico interagente siano molto simili a quelle di un gas di Fermi (ovvero costituito da fermioni non interagenti), e perché altre proprietà differiscano dal modello. 
L'elio-3 (3He) si comporta come un liquido di Fermi a temperature molto basse (ma non abbastanza da rendere l'elemento un superfluido). 3He è un isotopo dell'elio, costituito da 2 protoni, 1 neutrone e 2 elettroni per ciascun atomo; poiché vi è all'interno dell'atomo un numero particolare di fermioni, l'atomo stesso si comporta da fermione. Anche la nube elettronica di un metallo (non superconduttore) costituisce un liquido di Fermi.

## Somiglianze con il gas di Fermi
Il liquido di Fermi è qualitativamente analogo al gas di Fermi non interagente nel seguente senso: la dinamica del sistema a basse energie di eccitazione e temperatura può essere descritta sostituendo i fermioni non interagenti con le cosiddette quasiparticelle, ciascuna delle quali trasporta la stessa carica elettrica, spin e quantità di moto della particella originale. Fisicamente queste quasiparticelle possono essere pensate come particelle il cui moto è disturbato dalle particelle vicine, e che a loro volta perturbano le vicine. Ogni stato eccitato a molte particelle di un sistema interagente può essere descritto indicando tutti gli stati occupati, come in un sistema non interagente. Di conseguenza, le quantità quali la capacità termica del liquido di Fermi si comportano qualitativamente come quelle del gas di Fermi (per esempio, la capacità termica aumenta linearmente con la temperatura).

## Differenze rispetto al gas di Fermi

### Energia
L'energia di uno stato a molte particelle non è semplicemente la somma delle energie di singola particella. Invece, la differenza di energia per una data differenza {\displaystyle \delta n_{k}} nell'occupazione degli stati di quantità di moto {\displaystyle k} contiene sia termini lineari che quadratici in {\displaystyle \delta n_{k}}, mentre per un gas di Fermi ci sono solo termini lineari della forma {\displaystyle \delta n_{k}\varepsilon _{k}}, dove {\displaystyle \varepsilon _{k}} indica le energie di particella singola. 
Nel liquido di Fermi, il termine lineare corrisponde all'energia di singola particella rinormalizzata, che include, per esempio, un cambiamento della massa efficace della particella. Il termine quadratico corrisponde ad una specie di interazione di campo medio tra le quasiparticelle, che è parametrizzata dai cosiddetti parametri di Landau-Fermi, e determina il comportamento delle oscillazioni di densità (e delle oscillazioni della densità di spin) nel liquido. Queste interazioni, comunque, non portano allo scattering di quasiparticelle con il trasferimento di particelle a diversi stati di quantità di moto.

### Calore specifico e compressibilità
Il calore specifico, la compressibilità, la suscettività di spin e alcune altre quantità mostrano lo stesso comportamento qualitativo del gas di Fermi (ad esempio nella dipendenza dalla temperatura), ma con grandezza a volte molto diversa.

### Interazioni
Oltre alle interazioni di campo medio, rimangono alcune deboli interazioni tra quasiparticelle, che portano ad urti tra le stesse quasiparticelle, che assumono quindi un vita media finita. Ad energie sufficientemente vicine all'energia di Fermi, comunque, questa vita media diventa molto lunga, tanto che il prodotto della frequenza associata all'energia di eccitazione e la vita media è molto maggiore di uno. Questo vuol dire che l'energia della quasi particella è ben definita (vedere L'indeterminazione per energia e tempo).

### Funzione di Green
La struttura della funzione di Green della particella "nuda" (in opposizione alla quasiparticella) è simile a quella del gas di Fermi, dove, per una quantità di moto data, la funzione di Green nello spazio delle frequenze, è una delta di Dirac centrata all'energia della rispettiva particella singola. Inoltre, e diversamente dalla funzione di Green della quasiparticella, il suo peso (cioè l'integrale sulle frequenze) è ridotto dal fattore di peso della quasiparticella {\displaystyle Z}, {\displaystyle 0<Z<1}. Il resto del peso totale p in un largo "fondo incoerente", corrispondente al forte effetto di interazione su brevi scale di tempo dei fermioni.

### Statistica
La distribuzione delle particelle sugli stati di quantità di moto a temperatura nulla mostra un salto alla superficie di Fermi, secondo la statistica di Fermi-Dirac, come nel gas di Fermi; la funzione però non passa da 1 a 0, ma arriva a {\displaystyle Z}.

### Resistenza
In un metallo la resistenza elettrica a bassa temperatura è determinata dallo scattering elettrone-elettrone in combinazione con lo scattering Umklapp. Per un liquido di Fermi la resistenza dovuta a questo meccanismo è proporzionale a {\displaystyle T^{2}}; questo andamento è usato spesso come verifica sperimentale di un comportamento di tipo liquido di Fermi, oltre all'andamento lineare del calore specifico con la temperatura.

## Instabilità del liquido di Fermi
L'osservazione sperimentale di fasi esotiche in sistemi fortemente correlati ha iniziato un enorme sforzo da parte dei fisici teorici per cercare di comprendere la loro origine microscopica. Una possibile strada per rilevare le instabilità di un liquido di Fermi è l'analisi fatta da Pomeranchuk. A seguito di questo, l'instabilità di Pomeranchuk è stata studiata da molti autori negli ultimi anni, con diverse tecniche, in particolare l'instabilità della fase nematica del liquido di Fermi è stata studiata per molti modelli.